# José Padilla (disc jockey)
José María Padilla Requena (Barcellona, 4 dicembre 1955 – Ibiza, 18 ottobre 2020) è stato un disc jockey e produttore discografico spagnolo di ambient music. Divenne famoso per aver curato la musica al Café del Mar, noto locale di Sant Antoni, sull'isola di Ibiza. A Padilla è riconosciuta l'importante attività di diffusione della chillout music.

## Biografia
Nato a Barcellona, Padilla si trasferì ad Ibiza nel 1975, cominciando la sua attività di DJ al Café del Mar nel 1991. Nel 1994 creò la prima compilation Café del Mar per l'etichetta React. La serie vanta oltre 10 volumi e diversi album extra rispetto al filone principale. Allo stesso tempo, Padilla contribuì alla creazione dell'etichetta propria del Cafè del Mar. Sue sono le selezioni delle tracce dei primi sei album e dell'edizione speciale per il 20º anniversario del locale.
Benché molti suoi pezzi siano apparsi in diverse compilation, soltanto nel 1998 uscì il suo primo album, Souvenir, per l'etichetta Mercury Records, grazie alle collaborazioni con diversi musicisti del panorama chill-out, inclusi Lenny Ibizarre e Paco Fernández. Il suo secondo album, Navigator, uscì nel 2001.
12 anni dopo la sua prima compilation Cafè del Mar uscì la sua nuova selezione di brani Cafe Solo' per l'etichetta Resist (il nuovo nome della React).
Nel 2011 vide la luce la nuova CD compilation "Here comes the sunset" vol. 4, e dopo anni Padilla si legò di nuovo ad una spiaggia, questa volta in Italia, a Fregene.
Dopo una performance al Singita, miracle beach Padilla rimase incantato dallo splendido tramonto e dalla atmosfera di questa angolo di paradiso e inizia una collaborazione a lungo termine con l'etichetta greca Klik Records.
È morto a Ibiza di cancro nella notte del 19 ottobre 2020.

## Discografia
Di seguito sono riportati gli album a cui ha collaborato e partecipato José Padilla:
| Anno | Titolo                                                                     |
| ---- | -------------------------------------------------------------------------- |
| 1993 | Café del Mar, Vol 1                                                        |
| 1994 | Café del Mar, Vol 2                                                        |
| 1995 | Café del Mar, Vol 3                                                        |
| 1996 | Café del Mar, Vol 4                                                        |
| 1997 | Café del Mar, Vol 5                                                        |
| 1998 | Souvenir                                                                   |
| 1999 | Café del Mar, Vol 6                                                        |
| 2001 | Navigator                                                                  |
| 2002 | Navigator (Special Ed.)                                                    |
| 2002 | El Sueno de Ibiza                                                          |
| 2004 | Serie Bella musica vol.1- 2 (2007)- 3 (2008)- 4 (2009)- 5 (2010)- 6 (2011) |
| 2005 | Man Ray, Vol 4                                                             |
| 2006 | Café Solo                                                                  |
| 2007 | Café Solo, Vol 2                                                           |
| 2009 | Café Mambo Ibiza 09                                                        |
| 2010 | Ibiza Classic Sunset                                                       |
| 2010 | Here comes the sunset vol.4- Singita, miracle beach                        |
| 2012 | Blue Note Beach Classics - presented by José Padilla                       |
| 2015 | So Many Colours                                                            |
| 2017 | Jose Padilla's House Party                                                 |